# Igreja Universal do Reino de Deus

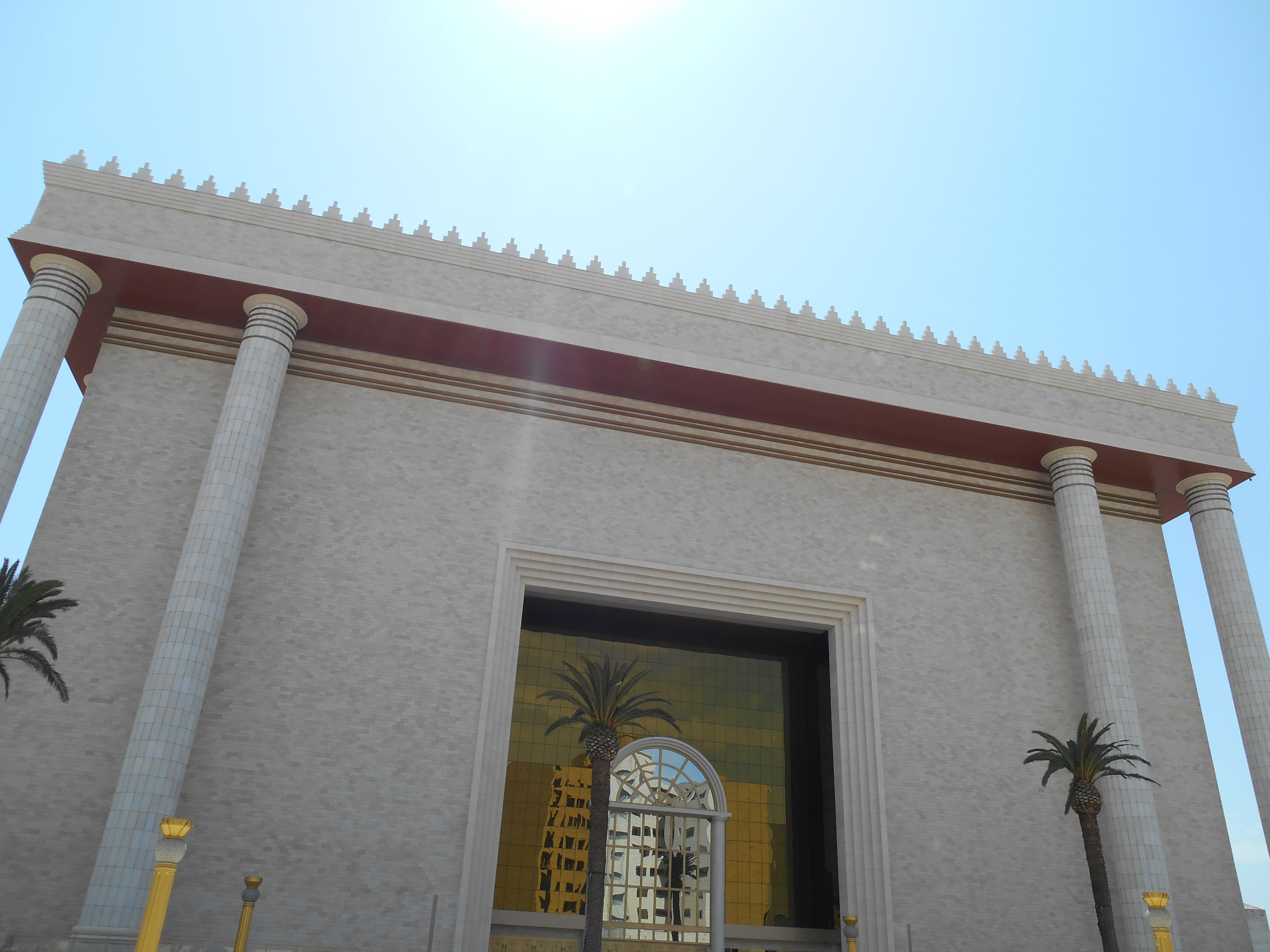
Templo de Salomão

Igreja Universal do Reino de Deus IURD (internationellt: Universal Church of the Kingdom of God UCKG, översatt: Universalkyrkan av Guds rike) (i Sverige: Universella kyrkan UCKG) är ett kristet samfund grundat i Brasilien med pentekostal och neokarismatisk inriktning.
Igreja Universals kyrkobyggnader kallas för tempel och dess största invigdes 2014 i São Paulo. Byggnaden heter "Templo do Salomão" och är inspirerad av den ursprungliga Salomos tempel. Templo do Salomão är den största religiösa platsen i Brasilien med sitt utrymme för hela 11 000 människor.
Samfundet har globalt över 12 miljoner medlemmar - varav cirka 8 miljoner är brasilianska invånare, 12 000 pastorer och 7000 tempel i 176 olika länder.

## Brasilien

### Kritik
Igreja Universal har ofta anklagats för olaglig verksamhet gällande penningtvätt, kvacksalveri, och trolldom.
Samfundets intolerans mot andra religioner och även andra kristna samfund har också väckt uppmärksamhet, eftersom den har angripit judendomen, islam, katolicism, andra protestantiska och kristna grupper, spiritism, neopaganism, nya japanska religioner, ateism, agnosticism, homosexualitet och speciellt afro-brasilianska religioner såsom umbanda och candomblé.
Igreja Universal anklagas för att extrahera pengar från sina ofta fattiga medlemmar, och använder den för att berika samfundets ledare snarare än att hjälpa de behövande. Anklagelser om kvacksalveri är de vanligaste.

### Politisk påverkan
Frikyrkor i Brasilien har stor påverkan på landets politik, inte allra minst Igreja Universal vars grundare och föreståndare Edir Macedos är ett av landets rikaste män. Tidigare presidentkandidater som Marina Silva och Dilma Rousseff har båda fått anpassa sina vallöften, då man gått emot frikyrkors ställning till homoäktenskap och abort.
Edir Macedos hade direkt hotat med att hans två miljoner församlingsmedlemmar inte skulle rösta på henne om hon inte drog tillbaka vallöftet.

## Sverige
I Sverige finns en församling i Stockholm (med enligt hemsidan inriktning på bibelstudium, men även ekonomi och fysisk hälsa). Man sänder även TV-program via Öppna Kanalen i Stockholm.
Kyrkan ska ej sammanblandas med Fria Universella Kyrkan FUK som är en gren av The Liberal Catholic Church.
En annan kyrka med liknande namn är Universell Kyrkan av Jesus Kristus (UKJK).